# Finanzkapital
Das Finanzkapital umfasst vornehmlich das von Kreditinstituten und anderen Kapitalsammelstellen wie Versicherungen, Bausparkassen und Investmentgesellschaften gehaltene Kapital.

## Marxistische Verwendung
Der Begriff wurde vom Austromarxisten Rudolf Hilferding geprägt. In seinem Buch Das Finanzkapital (1910) beschreibt er eine Entwicklungsstufe des Kapitalismus, in der die Konzentration innerhalb des Bankwesens ein bedeutender Motor für das Erreichen des höchsten Stadiums der kapitalistischen Konzentration in Form von Trusts und Kartellen ist. Dadurch wächst die Abhängigkeit der Industrie von den Banken. Ein immer größerer Anteil des benötigten Investitionskapitals wird durch die Banken zur Verfügung gestellt, in deren Besitz ein wachsender Anteil des Industriekapitals übergeht. Es kommt zu einem Konzentrationsprozess des Bankkapitals, an deren Endpunkt eine Bank oder Bankengruppe die Verfügung über das gesamte Geldkapital erhält. „Eine solche ‚Zentralbank‘ würde dann die Kontrolle über die gesamte gesellschaftliche Produktion ausüben.“ Hilferding verband damit die Vorstellung von der Milderung der Krisen durch die finanzkapitalistische Mega-Vergesellschaftung von Industrie- und Banken-Agglomerationen.
Hilferding schrieb:

„Das Finanzkapital will nicht Freiheit, sondern Herrschaft; es hat keinen Sinn für die Selbstständigkeit der Einzelkapitalisten, sondern verlangt seine Bindung; es verabscheut die Anarchie der Konkurrenz und will die Organisation [...] um dies durchzusetzen [...] braucht es den Staat [...] einen politisch mächtigen Staat“

Der Begriff Finanzkapital wurde wichtig für die sozialdemokratische Theorie vom organisierten Kapitalismus und der leninistischen Theorie des Imperialismus als dem höchsten Stadium des Kapitalismus. Innerhalb des Marxismus ist diese Begriffsverwendung allerdings umstritten. Im Staatsmonopolistischen Kapitalismus kommt es nach marxistischer Auffassung zur Übernahme des Staates durch das Finanzkapital, was zur Herausbildung einer Finanzoligarchie führt.

## Antisemitische Verwendung
Auf den Sozialwissenschaftler Werner Sombart und den nationalsozialistischen Wirtschaftspolitiker Gottfried Feder geht die Unterscheidung zwischen „schaffendem“ Industriekapital und „raffendem“ Finanzkapital zurück, wobei das raffende Finanzkapital mit der „jüdisch-internationalen Hochfinanz“ identifiziert wurde. In Mein Kampf unterscheidet Adolf Hitler unter Berufung auf Gottfried Feder „die beiden Kapitals-Arten“, des „reinen Kapitals als letztes Ergebnis der schaffenden Arbeit“ und einem „Kapital, dessen Existenz ausschließlich auf Spekulation“ beruht.
Auch heute kann das Wort Finanzkapital antisemitische Konnotationen enthalten. (siehe auch Struktureller Antisemitismus).

## Finanzmarktkapitalismus
In Begriffen wie „Finanzmarkt-Kapitalismus“ oder „Finanzkapitalismus“ wird eine Dominanz der Institutionen des Finanzmarktes gegenüber der Realwirtschaft beschrieben.
Laut Hans Jürgen Krysmanski kann das moderne High-Tech-Finanzkapital über Wahlkampfspenden, persönlichen Zugang, den sogenannten Drehtür-Effekt und als Gläubiger für Kredite auch starken Einfluss auf Regierungen ausüben. Paul Krugman nennt dies „Rule by Rentiers“. 2012 schrieb Simone Boehringer in der Süddeutschen Zeitung, dass Banken sich Milliarden aus dem Nichts erschaffen um als Gläubiger Staaten ihren Willen aufzuzwingen. Krysmanski kritisiert das die Medien mit Schlagzeilen wie „Märkte mißtrauen Athen“, „Märkte zählen Spanien an“, „Märkte lassen London keine Wahl“ oder „Märkte treiben Politik vor sich her“ ein wirklichkeitsfremdes und entpolitisiertes Bild monetärer Macht zeichnen. In Wirklichkeit haben die Finanzmärkte ein Gesicht und es werden Personen und eine Klasse sichtbar. Laut Krysmanski herrscht in der Welt des High-Tech-Finanzkapitals permanenter Krieg. Spiegel Online titelte: „Dollar, Euro, Yuan. Staaten rüsten zum Weltkrieg der Währungen“. Der linke politische Newsletter CounterPunch schrieb 2010 unter dem Titel „Warum die USA einen neuen Finanz-Weltkrieg begonnen haben“, dass Finanzen eine neue Art der Kriegsführung seien, mit welcher ohne zusätzliche Militärausgaben und ohne die Besetzung von Gastländern die üblichen Kriegsziele wie z. B. Ressourcen, Grundbesitz, Infrastruktur, Schatzbriefe und Aktien angeeignet werden könne.